# یئورگیوس مورایتینیس
یئورگیوس مورایتینیس (یونانی: Γεώργιος Μωραϊτίνης؛ زادهٔ ۱۸۹۲ - درگذشته نامشخص) تیرانداز اهل یونان بود.
وی در مسابقات کشوری و بین‌المللی در مجموع برندهٔ ۱ مدال نقره شده‌است.